# Frederik af Hessen-Kassel (1771-1845)
|  | For andre personer af samme navn. se Frederik af Hessen-Kassel |
Frederik, prins og landgreve af Hessen-Kassel, i Danmark kendt som Frederik af Hessen (ty. Friedrich von Hessen-Kassel) (24. maj 1771 på Gottorp Slot – 24. februar 1845 ved Kiel) var en dansk general og statholder i hertugdømmerne, fyrste som søn af landgreve Carl af Hessen-Kassel og prinsesse Louise af Danmark, Frederik 5.s datter, og bror til Christian af Hessen.

## Biografi
Før 1808 var prins Frederik guvernør i Rendsborg og generalinspektør for fodfolket i Slesvig og Holsten.
I 1808 blev prinsen general. Året efter var han udset til at føre en dansk hær fra Sjælland til Skåne. Regeringen opgav dog denne plan.
I 1809-1813 gjorde prinsen tjeneste i Norge. Han var kommanderende general i den søndenfjeldske del af landet og fra januar 1810 tillige vicestatholder.
I 1813-1814 var prinsen leder af den danske hær i Holsten. I december 1813 førte han sine soldater til Rendsborg og reddede dermed hæren fra undergang. Han planlagde nu et angreb på de russiske og svenske besættelsestropper i Holsten. Dette udfald blev opgivet efter Freden i Kiel i januar 1814.
I 1815 blev prinsen leder af de danske besættelsestropper i Frankrig. Efter sin hjemkomst blev han igen kommanderende general i Slesvig og Holsten. I 1836-1842 var han tillige statholder i Slesvig og Holsten.
Prins Frederik tilbragte sine sidste år på familiens gods Panker ved Østersøen.

## Familie
Prins Frederik fik i 1803 en søn med sin elskerinde, Johanne Jansen. Sønnen fik navnet Christian Friederichsen (23. november 1803 i Moldened ved Slesvig by – 29. august 1866 i København). Friederichsen blev ved patent af 23. oktober 1819 med anciennitet fra 11. juli 1815 optaget i den danske adelsstand med navnet Løvenfeldt. Han blev major og kammerherre.
Prins Frederik giftede sig 21. maj 1813 (i Norge) med Klara von Brockdorff (Clarelia Dorothea baronesse von Nutzhorn, født Brockdorff) (født i Rohlstorff 16. januar 1778, død i Rendsborg 24. august 1836). Da ægteskabet ikke var jævnbyrdigt, blev Klara ikke prinsesse.
| Frederik af HessenHuset Hessen-KasselSidelinje af Huset HessenFødt: 24. maj 1771 Død: 24. februar 1845 |                                                        |                                              |
| Politiske embeder                                                                                      |                                                        |                                              |
| Foregående: Christian August af Augustenborg                                                           | Statholder i Norge 1810 – 1813                         | Efterfølgende: Christian Frederik af Danmark |
| Foregående: Carl af Hessen                                                                             | Statholder i Slesvig og Holsten 1836 - 1842            | Efterfølgende: Frederik af Nør               |
| Militære embeder                                                                                       |                                                        |                                              |
| Foregående: Christian August af Augustenborg                                                           | Kommanderende general søndenfjelds i Norge 1809 - 1813 | Efterfølgende: Bernhard Ditlef von Staffeldt |